# ビジナ・イヴァニシヴィリ内閣
ビジナ・イヴァニシヴィリ内閣（ビジナ・イヴァニシヴィリないかく、グルジア語: ბიძინა ივანიშვილის კაბინეტი）は、ビジナ・イヴァニシヴィリ首相を長とした、ジョージアの内閣である。2012年10月1日の国会議員選挙においてビジナ・イヴァニシヴィリ＝ジョージアの夢連合が勝利した後、同連合に所属する議員が中心となって結成。2012年10月25日にジョージア国会の承認を受けて発足した。その後2013年11月20日、イヴァニシヴィリはイラクリ・ガリバシヴィリ内閣を後任に指名し、首相を辞任した。

## 構成
この内閣は、以下の閣僚で構成された。
| 役職                                     | 氏名                           | 任期           | 任期           | 所属政党 | 所属政党                        |
| 役職                                     | 氏名                           | 開始           | 終了           | 所属政党 | 所属政党                        |
| ---------------------------------------- | ------------------------------ | -------------- | -------------- | -------- | ------------------------------- |
| 首相                                     | ビジナ・イヴァニシヴィリ       | 2012年10月25日 | 2013年11月20日 |          | ジョージアの夢＝民主ジョージア  |
| 第一副首相                               | イラクリ・アラサニア           | 2012年10月25日 | 2013年1月23日  |          | 我らがジョージア 自由民主主義者 |
| 第一副首相                               | ギオルギ・マルグヴェラシヴィリ | 2013年1月23日  | 2013年7月18日  |          | 無所属                          |
| 第一副首相                               | ギオルギ・クヴィリカシヴィリ   | 2013年7月18日  | 2013年11月20日 |          | 無所属                          |
| 副首相                                   | カハ・カラーゼ                 | 2012年10月25日 | 2013年11月20日 |          | ジョージアの夢＝民主ジョージア  |
| 財務大臣                                 | ノダル・ハドゥリ               | 2012年10月25日 | 2013年11月20日 |          | ジョージアの夢＝民主ジョージア  |
| 経済・持続的発展大臣                     | ギオルギ・クヴィリカシヴィリ   | 2012年10月25日 | 2013年11月20日 |          | 無所属                          |
| 労働・保健・社会保障大臣                 | ダヴィト・セルゲエンコ         | 2012年10月25日 | 2013年11月20日 |          | 無所属                          |
| エネルギー大臣                           | カハ・カラーゼ                 | 2012年10月25日 | 2013年11月20日 |          | ジョージアの夢＝民主ジョージア  |
| 内務大臣                                 | イラクリ・ガリバシヴィリ       | 2012年10月25日 | 2013年11月20日 |          | ジョージアの夢＝民主ジョージア  |
| 法務大臣                                 | テア・ツルキアニ               | 2012年10月25日 | 2013年11月20日 |          | 我らがジョージア 自由民主主義者 |
| 外務大臣                                 | マイア・パンジキゼ             | 2012年10月25日 | 2013年11月20日 |          | ジョージアの夢＝民主ジョージア  |
| 教育科学大臣                             | ギオルギ・マルグヴェラシヴィリ | 2012年10月25日 | 2013年7月18日  |          | 無所属                          |
| 教育科学大臣                             | タマル・サニキゼ               | 2013年7月18日  | 2013年11月20日 |          | 無所属                          |
| 被占領地域出身国内避難民・住宅・難民大臣 | ダヴィト・ダラフヴェリゼ       | 2012年10月25日 | 2013年11月20日 |          | 国民フォーラム                  |
| 環境・天然資源保護大臣                   | ハトゥナ・ゴガラゼ             | 2012年10月25日 | 2013年11月20日 |          | ジョージアの夢＝民主ジョージア  |
| 国防大臣                                 | イラクリ・アラサニア           | 2012年10月25日 | 2013年11月20日 |          | 我らがジョージア 自由民主主義者 |
| 地方発展インフラ大臣                     | ダヴィト・ナルマニア           | 2012年10月25日 | 2013年11月20日 |          | ジョージア共和党                |
| 農業大臣                                 | ダヴィト・キルヴァリゼ         | 2012年10月25日 | 2013年5月2日   |          | ジョージアの夢＝民主ジョージア  |
| 農業大臣                                 | シャルヴァ・ピピア             | 2013年5月10日  | 2013年11月20日 |          | 無所属                          |
| 矯正・法務支援大臣                       | ソザル・スバリ                 | 2012年10月25日 | 2013年11月20日 |          | ジョージアの夢＝民主ジョージア  |
| 文化・遺跡保護大臣                       | グラム・オディシャリア         | 2012年10月25日 | 2013年11月20日 |          | ジョージアの夢＝民主ジョージア  |
| スポーツ・青年大臣                       | レヴァン・キピアニ             | 2012年10月25日 | 2013年11月20日 |          | ジョージアの夢＝民主ジョージア  |
| 欧州・欧州大西洋統合担当国務大臣         | アレクシ・ペトリアシヴィリ     | 2012年10月25日 | 2013年11月20日 |          | 我らがジョージア 自由民主主義者 |
| 再統合問題担当国務大臣                   | パアタ・ザカレイシヴィリ       | 2012年10月25日 | 2013年11月20日 |          | ジョージア共和党                |
| 在外グルジア人問題担当国務大臣           | コテ・スルグラゼ               | 2012年10月25日 | 2013年11月20日 |          | 我らがジョージア 自由民主主義者 |
| 雇用担当国務大臣                         | カハ・サカンデリゼ             | 2013年5月10日  | 2013年1月11日  |          | 無所属                          |